# Beckeracris bahiana
Beckeracris bahiana är en insektsart som beskrevs av Christiane Amédégnato och Marius Descamps 1979. Beckeracris bahiana ingår i släktet Beckeracris och familjen gräshoppor. Inga underarter finns listade i Catalogue of Life.